# Касанова, Тристано
Тристано Алессандро Касанова (нем. Tristano Alessandro Casanova, род. 13 октября 1983, Мюнхен, Бавария, Германия) — немецкий киноактёр и актёр дубляжа.

## Биография
Родился в Мюнхене, в итальянской семье. В юности снялся в нескольких рекламных роликах.

## Фильмография
- Himmel und Hölle (1993)
- 110 Unterwegs im Streifenwagen (1994)
- Ausflug in Den Schnee (1996)
- Emmeran (1996)
- Der Runner (2000)
- Die Nacht der Engel (2000)
- Vater wider Willen (2000)
- Jenny & Co (2001)
- Verlorenes Land (2002)
- Die Stimmen (2003)
- Skifahren unter Wasser (2003)
- Sommersturm (2004)
- Stärker als der Tod (2004)
- Gefühlte Temperatur (2005)
- Liebe, Babys und ein großes Herz (2006)